# Carmelit
A Carmelit egy tömegközlekedési forma Haifában. Körülbelül a Metró és a sikló keveréke.

## Szerelvények
A vonalon két különleges szerelvény közlekedik, melyek (az egyvágányú pálya miatt) NaNevi'im és Massada állomások között kerülik ki egymást.

## Története
1956 és 1959 között egy francia vállalat építette. A műveletek 1959. október 6-án kezdődtek. Miután a létesítmény műszakilag elavult 1986-ban bezárták. 1992 szeptemberében új vonatokkal újították fel és nyitották meg újra. 2017. január 1-jén a beépült a Haifa közlekedési hálózatba.

## Állomáslista
- Belváros (Dowtown, korábban: Paris squeare) (Héberül: עיר תחתית)
- Hadar- Városháza (Köznyelvben: Solel Boneh) (Héberül: הדר עירייה)
- HaNevi'im (Héberül: הנביאים)
- Massada (Héberül: מסדה)
- Golomb (Héberül: גולומב)
- Carmel Központ (Héberül: מרכז הכרמל)